# Desterrada
Desterrada es una película de animación colombiana de 2014 dirigida y escrita por Diego Guerra, con las voces de Mónica Chávez, Ricardo Mejía, Natalia Reyes, Santiago Olaya, Jim Muñoz y Alejandra Miranda.

## Sinopsis
La película presenta a una Bogotá futurista en medio de un terrible conflicto armado. Gran parte de la ciudad ha sido destruida por constantes bombardeos, y los jóvenes son reclutados y llevados a la guerra. La película presenta la historia de varios jóvenes en el marco de esta terrible situación, especialmente la de Ana, una joven que de un momento a otro debe enfrentar la realidad de la guerra tras llevar una vida tranquila y acomodada.

## Voces
- Mónica Chávez
- Ricardo Mejía
- Natalia Reyes
- Santiago Olaya
- Jim Muñoz
- Alejandra Miranda